# Anthonie van Montfoort
Anthonie Blocklandt van Montfoort, Anthonie van Blocklandt o Anthonie van Montfoort (Montfoort, 1533 o 1534 - Utrecht, 1583) fou un pintor neerlandès.

## Biografia
El seu pare fou alcalde de Montfoort. Va ser aprenent de Hendrick Sweersz, a Delft, i de Frans Floris de Vriendt, a Anvers. El 1552 va tornar a Montfoort, on es va casar amb la filla del llavors alcalde.
Blocklandt es va instal·lar a Delft, on va produir les pintures per l'Oude Kerk i la Nieuwe Kerk o Vella i Nova Església, que més tard es van perdre durant el període iconoclasta. També va pintar La decapitació de Santiago per a l'església de Sant Joan de Gouda, conservada actualment en el museu de la ciutat.
El 1572 Blocklandt va viatjar a Itàlia, després del qual es va establir a Utrecht de forma permanent, incorporant-se el 1577 a la guilda o germanor de pintors de la ciutat. El 1579 va pintar la més important de les seves obres conservades: el tríptic de l'Assumpció de Maria actualment guardat a l'església de Sant Martín en Bingen.
D'acord amb Karel van Mander, Blocklandt va ser pintor d'escenes bíbliques i mitològiques, així com de retrats. El seu estil és el propi del manierisme que ell va introduir juntament amb Joos de Beer -un altre deixeble de Frans Floris-i que serà seguit per altres pintors de Utrecht entorn de 1590. Segons Van Mander, disposava en el seu taller de moltes pintures de De Beer que més tard serien copiades pel seu deixeble Abraham Bloemaert. Va ser també mestre del retratista de Delft Michiel Jansz van Mierevelt.
Poques són les obres atribuïdes a ell que es conserven. Entre elles destaca Josep interpreta els somnis del faraó, actualment en el Centraal Museum d'Utrecht.

## Obres
| Pintura | Títol                                 | País            | Lloc      | Museu            |
| ------- | ------------------------------------- | --------------- | --------- | ---------------- |
|         | Josep interpreta els somnis del faraó | Països Baixos   | Utrecht   | Centraal Museum  |
|         | Resurrecció de Crist                  | Països Baixos   | Utrecht   | Centraal Museum  |
|         | Adoració dels pastors                 | Països Baixos   | Amsterdam | Rijksmuseum      |
|         | Assumpció de Maria                    | Alemanya        | Bingen    | Església         |
|         | Afrodita desarma a Eros               | República Txeca | Praga     | Galeria Nacional |